# Кузнерка
Кузне́рка (рос. Кузнерка) — присілок в Кізнерському районі Удмуртії, Росія.
Населення становить 2 особи (2010, 20 у 2002).
Національний склад (2002):
- росіяни — 95 %

Урбаноніми:
- вулиці — Джерельна, Зарічна